# Sek Henry
Seketoure Michael "Sek" Henry (Lynwood, California; 28 de junio de 1987) es un jugador de baloncesto estadounidense que también tiene la nacionalidad jamaicana. Con 1.93 metros de estatura, juega en la posición de base.

## Trayectoria deportiva

### Universidad
Natural de Lynwood, pero con nacionalidad jamaicana, Henry se formó en la Universidad de Nebraska, donde completó su ciclo universitario (2006-2010). 

#### Estadísticas
| Año     | Equipo   | PJ  | PT | MPP  | %TC  | %3P  | %TL  | RPP  | APP  | ROB  | TPP  | PPP  |
| ------- | -------- | --- | -- | ---- | ---- | ---- | ---- | ---- | ---- | ---- | ---- | ---- |
| 2006–07 | Nebraska | 31  | 18 | 21.3 | .400 | .254 | .600 | 1.97 | 1.68 | 0.74 | 0.16 | 5.81 |
| 2007–08 | Nebraska | 33  | 19 | 23.1 | .394 | .274 | .621 | 3.45 | 1.48 | 0.88 | 0.12 | 5.88 |
| 2008–09 | Nebraska | 31  | 29 | 25.5 | .440 | .338 | .688 | 3.39 | 2.06 | 0.94 | 0.26 | 8.03 |
| 2009–10 | Nebraska | 33  | 33 | 27.4 | .407 | .372 | .679 | 3.33 | 2.76 | 0.76 | 0.42 | 7.55 |
| Total   | Total    | 128 | 99 | 24.3 | .411 | .314 | .651 | 3.05 | 2.00 | 0.83 | 0.24 | 6.81 |

### Profesional
Su primera experiencia profesional fue en Japón, enrolado en el Akita Northern Happinets. Tras una temporada en Japón, competiría en los Bucaneros de La Guaira venezolanos, en lo que sería el paso previo a dar el salto a Europa. Los dos siguientes cursos en el Viejo Continente (2012-2014) los pasaría en Polonia defendiendo los colores del AZS Koszalin.
Durante la temporada 2014/15 compite en la Lega italiana. Pese a comenzar la competición en el Enel Brindisi, con el que llegó a jugar la Eurochallenge, en Apulia solo disputó 6 partidos de la competición doméstica ya que el grueso de la temporada lo realiza en Sicilia. Durante los 24 encuentros con el Upea Capo d’Orlando, promedió 13.3 puntos, 4.4 rebotes y 3.4 asistencias, en 33 minutos de juego.
En 2015 firma por el CAI Zaragoza de la Liga Endesa, firma por una temporada.
El 22 de julio de 2021, firma por el JDA Dijon de la Pro A, la primera división del baloncesto de Francia.
El 24 de septiembre de 2023 fichó por el Samsunspor de la Basketball Super League (BSL) turca.
El 11 de julio de 2024 fue contratado por los Halcones de Xalapa de la Liga Nacional de Baloncesto Profesional de México.